# 維拉港中央醫院
維拉港中央醫院（英語：Port Vila Central Hospital）是南太平洋島國萬那杜首都維拉港的主要醫院，坐落於可俯瞰潟湖的山坡上，有200張床位和6名全職醫師，設有內科、外科、小兒科及婦產科專科病房。
日本國際協力機構（JICA）為該院新建一棟大樓，作為「來自日本人民與政府的禮物」。該大樓設有普通門診部、急診室、醫學實驗室、放射科及手術室，於2014年11月7日竣工、啟用；萬那杜總統鮑德溫·朗斯代爾與總理喬·納圖曼都親自出席啟用典禮。
2015年3月，強烈熱帶氣旋帕姆侵襲萬那杜後，澳洲救援團隊自維拉港中央醫院建築中移除約100公斤石綿。

## 外部連結
- 維拉港中央醫院在萬那杜衛生部網站的簡介 （页面存档备份，存于） （英文）